# Empresa Nacional de Ferrocarriles del Perú

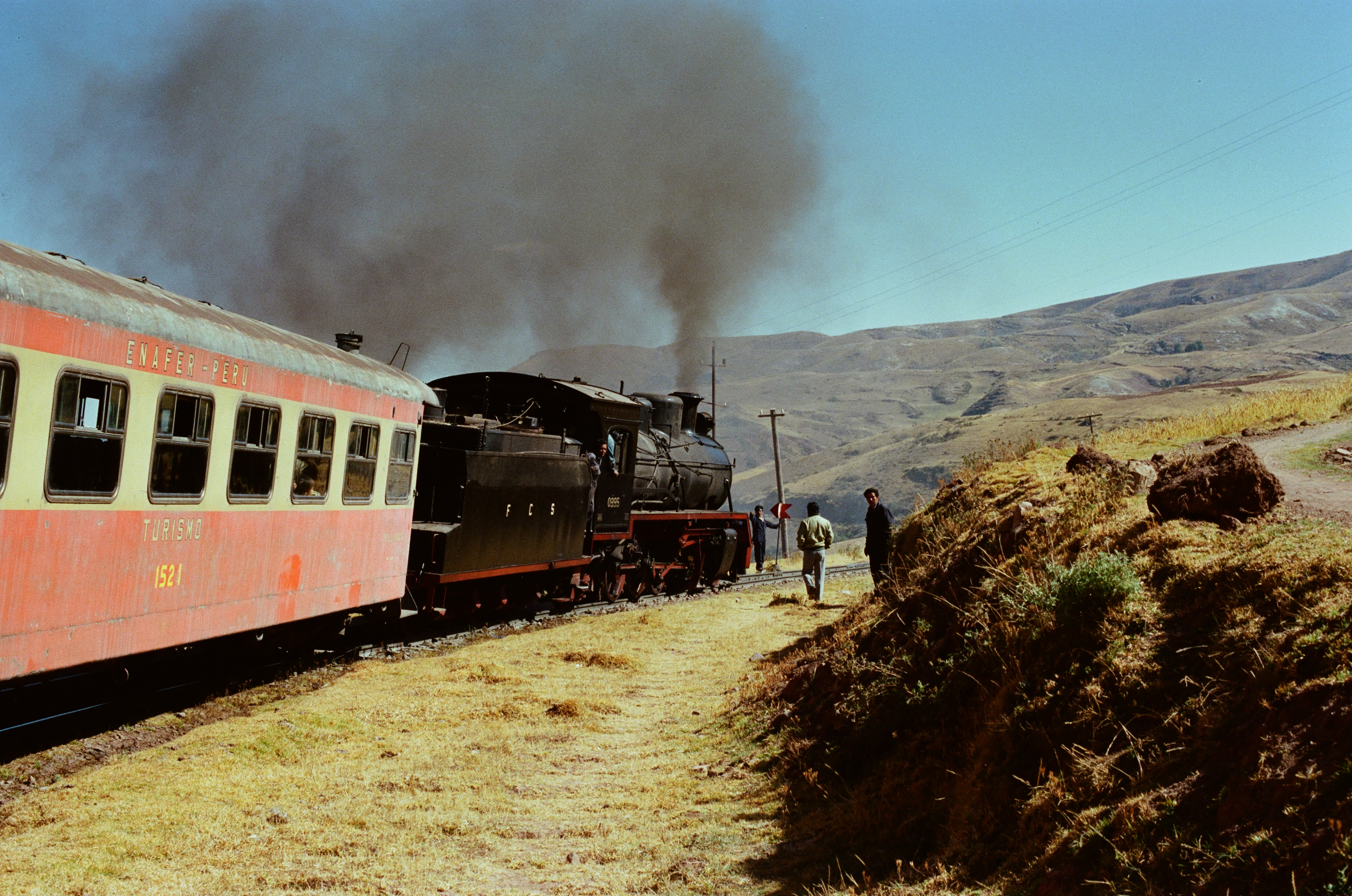
Zug der ENAFER 1984: Der Personenwagen ist entsprechend beschriftet, während der Schlepptender noch die Aufschrift FCS (Ferrocarril del Sur) trägt.

Die Empresa Nacional de Ferrocarriles del Perú (Peruanische Staatsbahn – ENAFER) war ein öffentliches Unternehmen, das als Eisenbahninfrastruktur- und Verkehrsunternehmen den überwiegenden Teil der Eisenbahnen in Peru von 1972 bis 1999 betrieb.

## Geschichte
Während der Militärregierung von Präsident Juan Velasco Alvarado (1968–1975) wurden die peruanischen Eisenbahnen 1971 faktisch verstaatlicht (offiziell bezeichnet als: „Beschlagnahme gegen einen säumigen Schuldner im Interesse des Volkes“). Für den weiteren Betrieb wurde am 19. September 1972 durch ein Gesetz, das als Dekret der Militärregierung erging, die ENAFER in der Rechtsform einer Aktiengesellschaft gegründet. Sie übernahm zum 1. Januar 1973 die meisten Eisenbahnen des Landes. Im Wesentlichen handelte es sich um die Strecken
- der Peruanischen Zentralbahn (Ferrocarril Central, FCC, eine Tochtergesellschaft der Peruvian Corporation) mit
  - der Bahnstrecke Lima–Huancayo (heute: Bahnstrecke Lima–La Oroya und Bahnstrecke La Oroya–Huancavelica, Normalspur) und
  - der Bahnstrecke Huancayo–Huancavelica (heute: Bahnstrecke La Oroya–Huancavelica, damals: 914 mm Schmalspur)
- der Peruanischen Südbahn (Ferrocarril del Sur, FCS, eine Tochtergesellschaft der Peruvian Corporation) mit
  - der Bahnstrecke Mollendo–Juliaca, Normalspur
  - der Bahnstrecke Cusco–Puno, Normalspur
  - der Bahnstrecke Cusco–Quillabamba, 914 mm Schmalspur
- der Bahnstrecke Tacna–Arica

Hyperinflation und Wirtschaftskrise unter der ersten Regierung Alan García führten die ENAFER in die Insolvenz. ENAFER stellte den Betrieb 1999 ein. Anschließend wurde die Gesellschaft liquidiert, Bahnanlagen und Geschäftsbetrieb wurden überwiegend privatisiert: Am 20. September 1999 ging die Zentralbahn in die Hände der Ferrocarril Central Andino S.A. über, die eine Konzession für 30 Jahre erhielt. PeruRail übernahm die Peruanische Südbahn.